# Castetpugon
Castetpugon ist eine französische Gemeinde mit 213 Einwohnern (Stand 1. Januar 2022) im Département Pyrénées-Atlantiques in der Region Nouvelle-Aquitaine (vor 2016: Aquitanien). Die Gemeinde gehört zum Arrondissement Pau und zum Kanton Terres des Luys et Coteaux du Vic-Bilh (bis 2015: Kanton Garlin).
Die Einwohner werden Castetpugonais oder Castetpugonaises genannt.

## Geographie
Castetpugon liegt circa 55 Kilometer nördlich von Pau am nordöstlichen Rand des Départements in der historischen Provinz Béarn.
Umgeben wird der Ort von den Nachbargemeinden:
|                    | Moncla                                      |        |
| Garlin             | Kompassrose, die auf Nachbargemeinden zeigt | Portet |
| Baliracq-Maumusson | Mascaraàs-Haron                             |        |

Castetpugon liegt im Einzugsgebiet des Flusses Adour. Zuflüsse des Lées strömen durch das Gemeindegebiet:
- die Boulise zusammen mit ihrem Nebenfluss,
  - dem Sorbet,
- der Ruisseau de Lauret und
- der Lées.[2]

## Geschichte
Die geschützte Lage auf einer Anhöhe zwischen den Tälern der beiden Lées führte zu einer verstreuten Besiedelung des Landstrichs bereits seit der Jungsteinzeit. Reste von drei gallorömischen Villen sind zutage gebracht worden, von denen die größte eine Fläche von 5.000 m² aufweist.
Im Mittelalter entwickelte sich der Ort aus einem befestigten Lager mit doppelten Abschnittswällen mit einer Länge von 500 bis 600 Metern und einer Breite von rund 100 Metern mit einer Burg im Zentrum, die heute nicht mehr sichtbar ist. Der Grundherr des Orts, Bernard-Guillaume de Castetpugon, initiierte im 11. Jahrhundert die Schaffung eines Castelnaus rund um die Burg.
Toponyme und Erwähnungen der Gemeinde waren in der Folge
- Casteg-Pugoo (1277, Kopialbuch des Archidiakonats von Ossau),
- Castrum Pulgor (1286, Urkunden der Vicomté von Béarn),
- Casteg-Pugo (13. Jahrhundert, fors de Béarn, Manuskript des 14. Jahrhunderts),
- Castrum Pengon (1340, Gascognische Rollen),
- Castegpungoo (1376, Manuskript von 1376),
- Castetpuguon (1538, Manuskriptsammlung des Béarn) und
- Nostre-Dame de Castetpugon (1776, Kataster von Castetpugon).[4]

Paul Raymond, Archivar und Historiker des 19. Jahrhunderts, notierte die Erfassung von 7 Haushalten in der Volkszählung von 1385 und die Zugehörigkeit des Dorfes zur Bailliage von Lembeye.

### Einwohnerentwicklung
Nach vorläufigen Höchstständen von 476 Einwohnern gegen Mitte des 19. Jahrhunderts ist die Zahl bei kurzen Wachstumsphasen bis zu den 1980er Jahren um rund zwei Drittel zurückgegangen. Seitdem ist eine Stabilisierung zu verzeichnen und die Zahl der Bewohner steigt seitdem wieder an.
| Jahr      | 1896 | 1926 | 1946 | 1962 | 1968 | 1975 | 1982 | 1990 | 1999 | 2006 | 2009 | 2017 | 2022 |
| --------- | ---- | ---- | ---- | ---- | ---- | ---- | ---- | ---- | ---- | ---- | ---- | ---- | ---- |
| Einwohner | 300  | 230  | 204  | 160  | 173  | 190  | 156  | 159  | 170  | 171  | 180  | 217  | 213  |

## Sehenswürdigkeiten

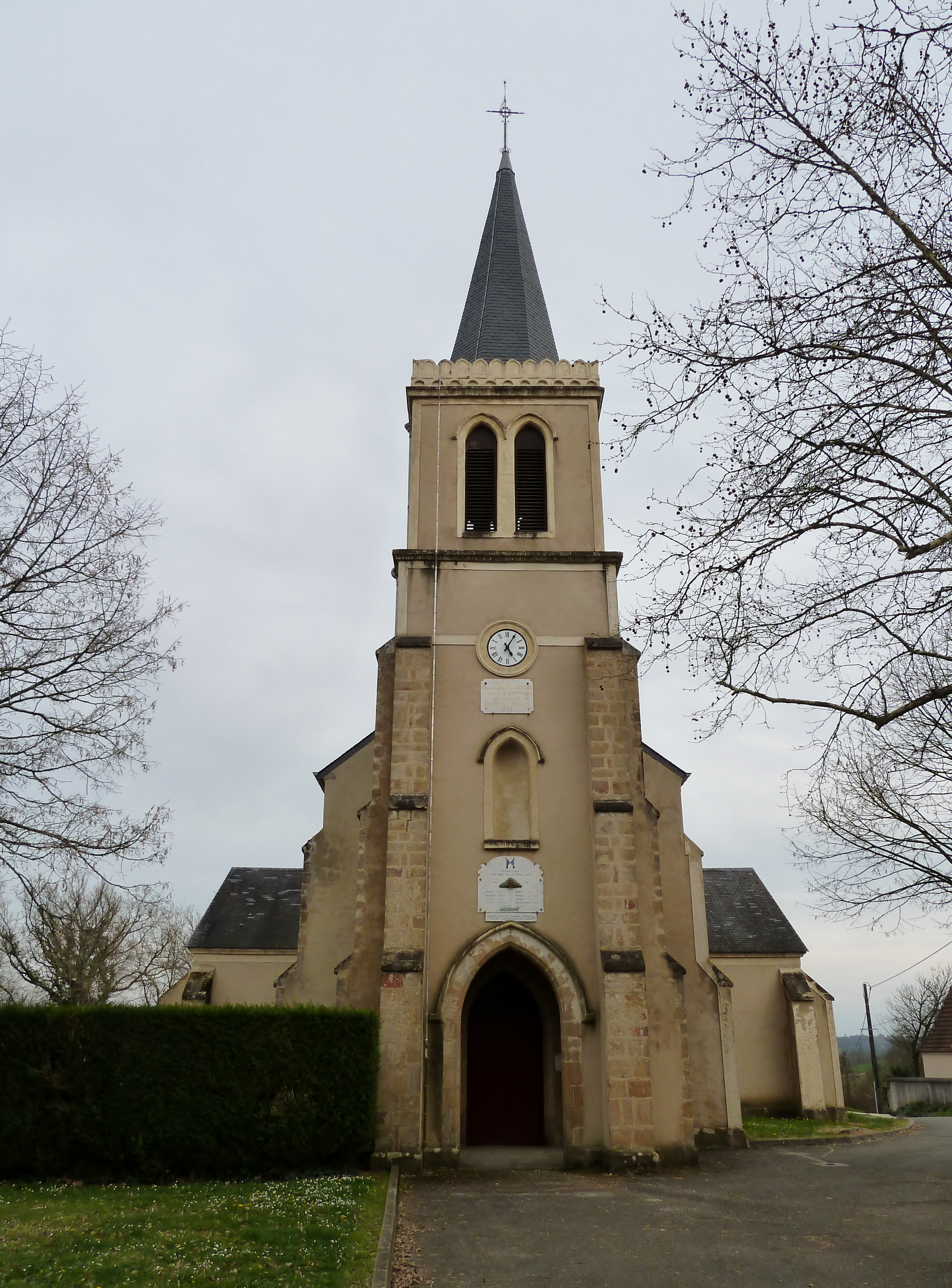
Ortskirche Notre-Dame-de-l’Assomption

- Ortskirche, gewidmet Mariä Himmelfahrt. Sie wurde wie auch das dazugehörige Pfarrhaus in den Jahren 1875 und 1883 errichtet mithilfe einer Spende von Atala Bourdeau d’Audéjos, Witwe eines Sanitätsoffiziers. Zusammen mit dem Pfarrhaus befindet sich die Kirche auf einer steilen Böschung im Osten und von einem Graben an der Südseite umgeben, was auf Reste einer ehemaligen Motte schließen lässt. Ihr Grundriss des einschiffigen Langhauses hat die Form eines lateinischen Kreuzes. Dort befindet sich auch die Grabkapelle der Familie Bourdeau d’Aujédos, in der die Spenderin, ihr Ehemann und ihr Sohn bestattet sind.[7] Viele Ausstattungsgegenstände stammen aus dem 17. bis 19. Jahrhundert und sind als nationale Kulturgüter registriert.[8]

- Schlossruinen. Auf dem Gelände, das seit der Jungsteinzeit bewohnt war und sich die ehemalige mittelalterliche Burg befand, wurde im 18. Jahrhundert ein Schloss errichtet. Das Grundstück gehörte der Familie Corbères seit 1608 und ging per Erbschaft an die Familie Angosse über, die es bis zur Französischen Revolution behielten. Étienne de Ger-Angosse ließ das Schloss 1744 für den Baron de Corbères erbauen. Im 19. Jahrhundert wurde das Schloss restauriert und 1881 verkauft, bevor es nach und nach zur Ruine zerfiel.[9]

## Wirtschaft und Infrastruktur

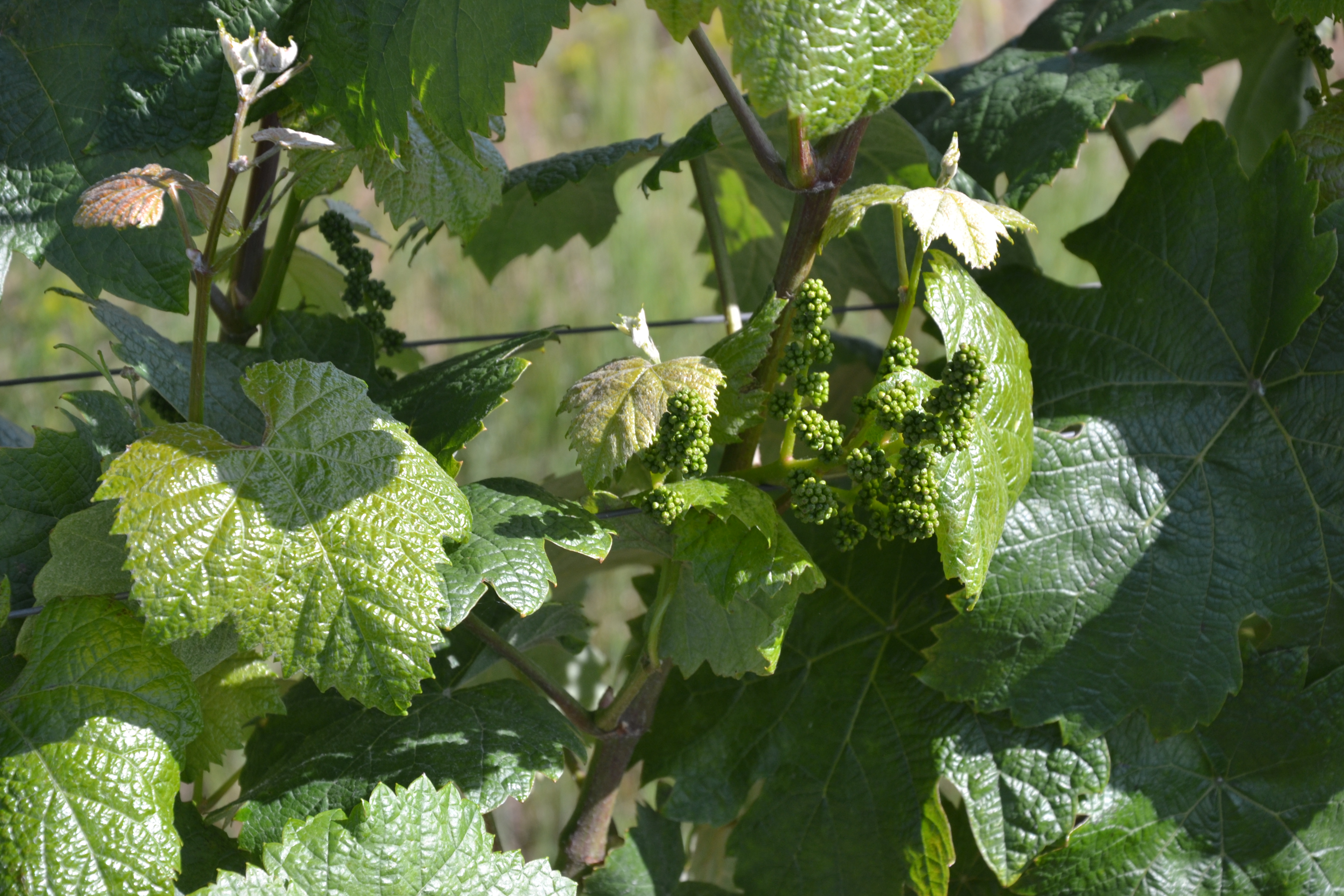
Trauben der Rebsorte Madiran

Die Landwirtschaft ist auch heutzutage der wichtigste Wirtschaftsfaktor. Castetpugon liegt in den Zonen AOC der Weinanbaugebiete des Béarn, Madiran und Pacherenc du Vic-Bilh.

### Verkehr
Die Gemeinde ist erreichbar über die Routes départementales 16, 41, 104, 130 und 142.